# Eleccions legislatives daneses de 1909
Les eleccions legislatives daneses de 1909 se celebraren el 25 de maig de 1909. El partit amb més escons fou el Venstre, qui formà govern amb Det Radikale Venstre dirigit per Carl Theodor Zahle.
| Partit               | Líder        | Vots   | %     | Escons | +/-   |       |
| -------------------- | ------------ | ------ | ----- | ------ | ----- | ----- |
| Venstre              |              | 86.610 |       | 38     | -19   |       |
| Socialdemokratiet    |              | 93.079 |       | 24     | +0    |       |
| Højre                |              | 65.874 |       | 21     | +9    |       |
| Det Radikale Venstre |              | 59.052 |       | 20     | +9    |       |
| Venstre Moderats     |              | 19.241 |       | 11     | +2    |       |
| Total                | Total        |        |       | 114    |       |       |
| Participació         | Participació | 71,1   | 71,1  | 71,1   | 71,1  | 71,1  |
| Font                 | Font         | [ 1 ]  | [ 1 ] | [ 1 ]  | [ 1 ] | [ 1 ] |